# Luke Simmonds
Luke Christian Simmonds (* 7. Dezember 1979) ist ein englischer Snookerspieler von der Isle of Wight, der seit 2001 insgesamt zwei Saisons auf der Snooker Main Tour gespielt hat. Als Amateur gewann er unter anderem die IBSF-Snookerweltmeisterschaft 1998 und die U21-Amateurweltmeisterschaft desselben Jahres.

## Karriere

### Anfänge als Amateur
1997 nahm Simmonds erstmals an der U21-Amateurweltmeisterschaft teil und erreichte das Achtelfinale. Während der Saison 1997/98 nahm er vereinzelt an einigen professionellen Turnieren mit der Möglichkeit für Amateure zur Beteiligung teil. 1998 nahm er erneut an der U21-Amateurweltmeisterschaft teil und zog ins Finale ein, wo er Robert Murphy besiegte und sich damit zum U21-Weltmeister kürte. Auch bei der anschließenden Haupt-Amateurweltmeisterschaft hatte Simmonds großen Erfolg und erreichte direkt wieder das Finale, in dem er seine Erfolgsserie mit einem 11:10-Sieg über Ryan Day komplettierte. 1999 unterlag er Tom Ford im Halbfinale der Qualifikation für die Meisterschaftsspiel um die English Amateur Championship, ehe Simmonds das Finale der Pontins Spring Open erreichte, aber gegen John Gallagher verlor.
1999 versuchte er bei der Amateurweltmeisterschaft die Titelverteidigung. Er kam bis ins Halbfinale, bevor er sich Ian Preece, der ein Spiel später als Simmonds’ Nachfolger feststand, geschlagen geben musste. Zudem nahm er, wie schon einige Monate zuvor, an einem Event der UK Tour sowie an der Amateurqualifikation der Snookerweltmeisterschaft teil. Bei ersterem Turnier ohne Erfolg, hatte er bei der WM-Qualifikation wenigstens etwas Erfolg und gewann vorm Ausscheiden drei Spiele. Während der nächsten Saison nahm Simmonds an der Challenge Tour teil und konnte bei dieser nebst einem Viertel- und einem Halbfinale einmal bis ins Finale vorstoßen, unterlag dann aber Shaun Murphy. Zusätzlich erreichte er wieder einmal das Finale der Pontins Spring Open, gewann aber diesmal mit 7:5 gegen Brian Morgan. Letztlich wurde er als Fünfter der Challenge-Tour-Gesamtwertung 2001 Profispieler.

### Ausflüge auf die Snooker Main Tour
Simmonds’ erste Saison war die Saison 2001/02. Sie verlief für den Engländer mit gut einem Drittel gewonnener Spiele zwar nicht allzu schlecht, doch er erreichte nie die Hauptrunde eines Turnieres; sein bestes Ergebnis war eine Teilnahme an der Runde der letzten 80 bei den British Open. Am Saisonende belegte er nur Rang 102 der Snookerweltrangliste, wodurch er seinen Profistatus wieder verlor. In der anschließenden Spielzeit nahm er wieder an der Challenge Tour – wo er erneut ein Turnierfinale verlor – sowie an der WSA Open Tour teil. Über die Endwertung der Challenge Tour schaffte er die Rückkehr auf die Profitour zur Saison 2003/04. Mit knapp 40 % gewann er zwar mehr Spiele als bei seinem ersten Anlauf, doch erneut kam er nie über die Runde der letzten 80 hinaus und erreichte somit keine Hauptrunde. Zwar war Platz 96 am Saisonende eine bessere Platzierung als vor zwei Jahren, trotzdem verlor Simmonds wieder seinen Profistatus.

### Weitere Amateurkarriere
Nach einigen Jahren ohne nennenswerte Ergebnisse meldete sich Simmonds 2007/08 mit einer Teilnahme an der Pontin’s International Open Series zurück, allerdings ohne großen Erfolg. 2011 nahm er erstmals an der Q School teil und kam beim dritten Event des Jahrgangs bis ins Halbfinale seiner Gruppe, schied dann aber gegen David Gray aus. 2015 folgte sein nächster Versuch über die Q School. Diesmal erreichte er direkt beim ersten Event das Halbfinale, verlor aber gegen Daniel Wells. Beim zweiten Turnier erreichte er sogar das Finale seiner Gruppe, doch er verlor mit 3:4 knapp gegen Paul Davison. Immerhin durfte er per Wildcard während der Saison 2015/16 an einigen Turnieren teilnehmen, ohne aber ein Spiel zu gewinnen. 2016/17 spielte er auf der englischen Amateurtour mit und gewann ein Event. 2017 schied er bei den Q-School-Turnieren aus, hatte aber in der Amateur-Qualifikation für das Paul Hunter Classic mehr Erfolg, auch wenn die Qualifikation schließlich verpasste.
2018 erreichte Simmonds beim ersten Q-School-Turnier erneut das Finale, scheiterte aber an Hammad Miah. Infolgedessen nahm er während der Saison 2018/19 an mehreren Profiturnieren teil und konnte einige Spiele gewinnen. So zog er sowohl beim Riga Masters als auch bei den Scottish Open in die Runde der letzten 64 ein und erreichte beim Snooker Shoot-Out und bei den Indian Open die Runde der letzten 32. Des Weiteren durfte er an der Challenge Tour 2018/19 teilnehmen, wo er im Finale des ersten Events gegen Brandon Sargeant verlor. Mit Platz 15 in der Gesamtwertung verpasste er eine weitere Chance auf eine Main-Tour-Qualifikation. 2019 und 2020 hatte er bei der Q School weniger Erfolg, was ebenso für die English Amateur Tour 2019/20 sowie (abgesehen von einer Halbfinalteilnahme) auch für die Challenge Tour 2019/20 galt.
Auch 2021 hatte Simmonds bei der Q School keinerlei Erfolg. Deutlich besser schnitt er jedoch auf der anschließenden EPSB Open Tour ab, wo mehrere Endspiele erreichen und auch das eine oder andere Event gewinnen konnte. Bei der WSF Championship kam er immerhin in die Runde der letzten 32.  2022 musste er beim zweiten und dritten Event der Q School wieder frühe Niederlagen verkraften, doch zuvor hatte er beim ersten Event gar das entscheidende Spiel erreicht. Eine 2:4-Niederlage gegen Andy Lee verhinderte allerdings seine Rückkehr auf die Profitour. Nichtsdestotrotz wurde er in der folgenden Saison vereinzelt zu Profiturnieren eingeladen. So konnte er bei der Championship League zwei Unentschieden gegen Zhang Anda und Weltspitzen-Mitglied Kyren Wilson holen.

## Erfolge (Auswahl)
| Ausgang         | Jahr | Turnier                           | Finalgegner      | Ergebnis |
| --------------- | ---- | --------------------------------- | ---------------- | -------- |
| Amateurturniere |      |                                   |                  |          |
| Sieger          | 1998 | IBSF U21-Snookerweltmeisterschaft | Robert Murphy    | 11:2     |
| Sieger          | 1998 | IBSF-Snookerweltmeisterschaft     | Ryan Day         | 11:10    |
| Zweiter         | 1999 | Pontins Spring Open               | John Gallagher   | 4:7      |
| Zweiter         | 2001 | Challenge Tour 2000/01 – Event 4  | Shaun Murphy     | 5:7      |
| Sieger          | 2001 | Pontins Spring Open               | Brian Morgan     | 7:5      |
| Zweiter         | 2003 | Challenge Tour 2002/03 – Event 3  | Michael Rhodes   | 5:6      |
| Zweiter         | 2015 | Q School – Event 2                | Paul Davison     | 3:4      |
| Zweiter         | 2018 | Q School – Event 1                | Hammad Miah      | 0:4      |
| Zweiter         | 2018 | Challenge Tour 2018/19 – Event 1  | Brandon Sargeant | 1:3      |
| Zweiter         | 2022 | Q School – Event 1                | Andy Lee         | 2:4      |